# Ingólfr Arnarson
Ingólfur Arnarson est reconnu comme le premier Scandinave à résider d'une manière permanente en Islande. Selon le Landnámabók, le livre de la colonisation, il y est arrivé en 874.

## Le récit du Landnámabók
Le Landnámabók, écrit trois à quatre siècles après le début de la colonisation, contient une longue  histoire à propos de l'établissement d'Ingólfur Arnarson. Le livre prétend qu'il a quitté la Norvège après avoir été impliqué dans une querelle avec le jarl Atli. Il a entendu parler de l'île que Garðar Svavarson, Flóki Vilgerðarson et d'autres ont trouvée dans l'Océan Atlantique.
Il part donc pour l'Islande avec son ami proche Hjörleifr Hróðmarsson, à la suite de quoi ils rentrent tous deux en Norvège. Ingólfur Arnarson y reste. Quant à son ami, il se rend en Irlande afin d'y acquérir des richesses en pillant et y trouve notamment une épée qu'il gagne après avoir tué son propriétaire, ce qui lui vaut son surnom de Hjörleifr (Leifr "au Glaive"). Ce dernier rentre ensuite en Norvège avec dix esclaves irlandais, épouse Helga, soeur d'Ingólfur, puis les deux amis décident alors de s'établir définitivement en Islande et repartent avec familles et mobiliers.
En 874, alors que l'Islande est en vue au niveau de l'Ingólfshöfði, il ordonne que l'on jette par-dessus bord les montants sacrés de son haut-siège (les öndvegissúlur), sculptés à l'effigie des dieux. Selon la tradition, l'endroit où ils toucheront terre sera le lieu où il s'implantera. Deux de ses esclaves ont cherché les piliers pendant trois ans, avant de les trouver dans la baie de l'actuelle Reykjavik.
Dans l'intervalle, Hjörleifur Hródmarsson a été tué par ses esclaves irlandais (désigné par les scandinaves par le terme Vestmann, « Homme de l'ouest »), en raison des mauvais traitements qu'il leur infligeait. Ingólfur Arnarson part alors à la recherche de ces esclaves, les tue à son tour dans l'archipel où ils s'étaient réfugiés et auxquelles ils donneront leur nom : les îles Vestmann (Vestmannaeyjar en islandais, signifie en effet « les îles des hommes de l'ouest »).
Ingólfur Arnarson aurait colonisé une grande partie de l'Islande du sud-ouest, mais rien n'est dit à propos de lui après son établissement. Son fils, Thorsteinn Ingólfsson, a été un chef important et il aurait été le fondateur du premier thing, ou parlement, en Islande, qui serait l'ancêtre de l'Althing.

## Étymologie
"Ingólfur" vient du vieux norvégien et signifie "Dieu Loup" ("Ing" = "Dieu" + "úlfr" = "le Loup").

## Précisions d'Ari Thorgilsson
Ari Thorgilsson, l'auteur de l'Íslendingabók (Livre des Islandais), dit également qu'Ingólfur a été le premier colon scandinave en Islande, mais mentionne que des Papar, c'est-à-dire des moines et des ermites irlandais, ont vécu sur l'île avant l'arrivée des Scandinaves, mais l'ont quittée parce qu'ils ne voulaient pas vivre avec les nouveaux arrivants païens.

## Causes de l'immigration
Les principales causes de l'immigration d'Ingolfr Arnarssons sont à trouver dans l'implantation d'une nouvelle forme d'aristocratie en Norvège cherchant à supplanter et abolir la hiérarchie sociale égalitaire qui persiste dans plusieurs régions, notamment en Sogn og Fjordane. D'après le récit de la colonisation de l'Islande et les recherches archéologiques sur ces différents sites, il a été identifié un lien entre la structure hiérarchique de ces sites et celle du premier thing implanté en Islande. En renfort de cette hypothèse, la datation au carbone 14 indique que plusieurs des sites identifiés sont abandonnés vers 880, coïncidant avec la période de colonisation de l'Islande.

### Sources
- (en) Cet article est partiellement ou en totalité issu de l’article de Wikipédia en anglais intitulé « Ingólfur Arnarson » (voir la liste des auteurs).
- (fr) Régis Boyer, Les Vikings. Histoire et civilisation, Paris, Pocket, 1992, pp. 187-188.